# Effeltrich
Effeltrich er en kommune i Landkreises Forchheim i Regierungsbezirk Oberfranken i den tyske delstat Bayern. Den er administrationsby i Verwaltungsgemeinschaft Effeltrich.

## Geografi
Kommunen ligger omkring 20 kilometer nord for Nürnberg. Til Effeltrich hører landsbyen Gaiganz, ca. tre km mod nordøst, med ca. 450 indbyggere.
Nabokommuner er (med uret fra nord):

Pinzberg, Kunreuth, Hetzles, Langensendelbach, Poxdorf
- Wikimedia Commons har flere filer relateret til Effeltrich